# Liste der Botschafter der Vereinigten Staaten in Lesotho

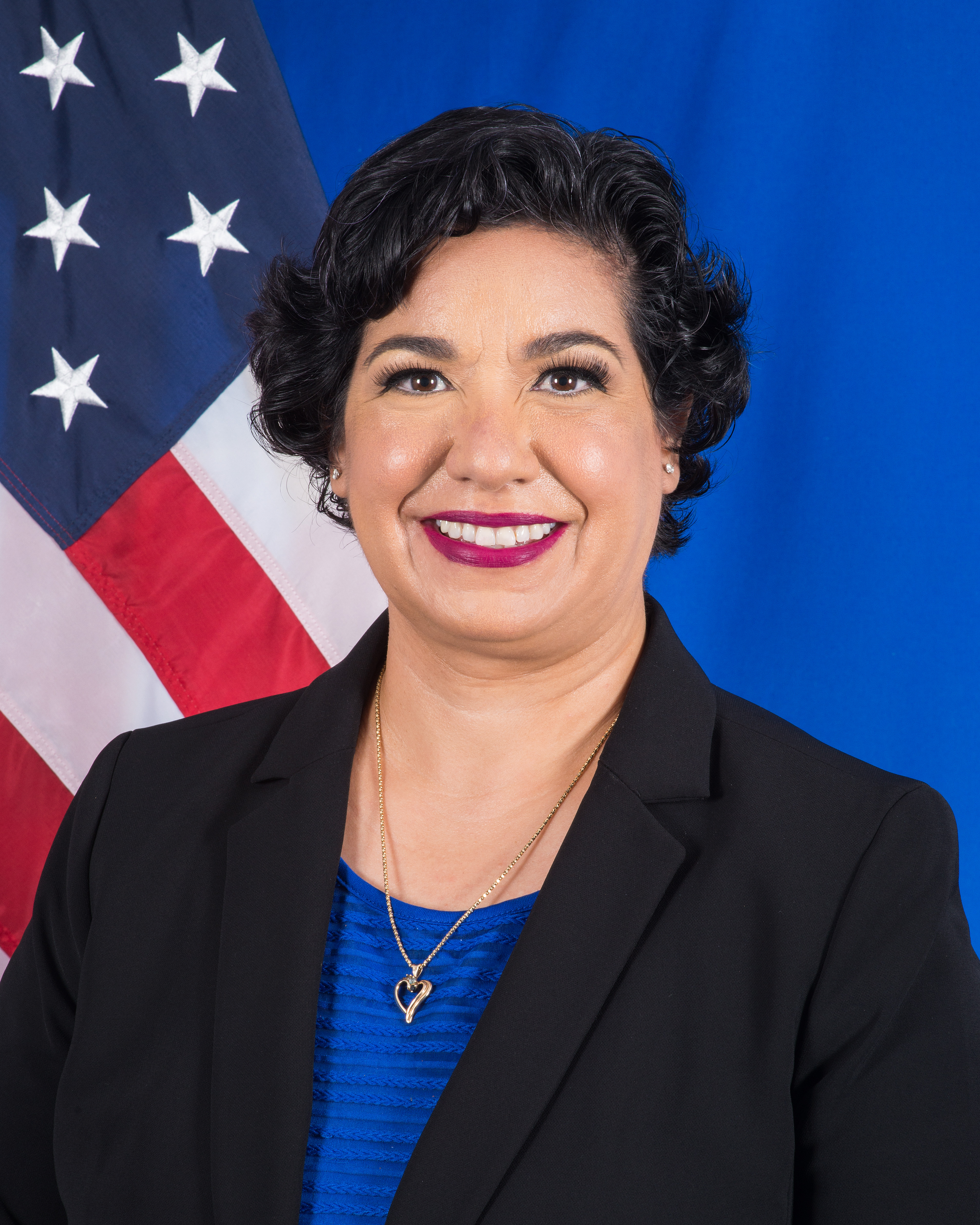
Maria Brewer, derzeitige Botschafterin in Lesotho

Der Botschafter der Vereinigten Staaten von Amerika in Lesotho ist der bevollmächtigte Botschafter der Vereinigten Staaten von Amerika in Lesotho.

## Botschafter
| Amtszeit  | Name                     | Bemerkungen                                                                                   |
| --------- | ------------------------ | --------------------------------------------------------------------------------------------- |
| 1966–1968 | Richard St. Francis Post | Chargé d’Affaires ad interim                                                                  |
| 1968–1969 | Norman Edwin Barth       | Chargé d’Affaires ad interim                                                                  |
| 1969–1970 | Stephen Gurney Gebelt    | Chargé d’Affaires ad interim                                                                  |
| 1971–1974 | Charles Joseph Nelson    | Zeitgleich in Botswana und Eswatini (Da noch Swasiland) akkreditiert, stationiert in Gaborone |
| 1974–1976 | David Benjamin Bolen     | Zeitgleich in Botswana und Eswatini (Da noch Swasiland) akkreditiert, stationiert in Gaborone |
| 1977–1979 | Donald Richard Norland   | Zeitgleich in Botswana und Eswatini (Da noch Swasiland) akkreditiert, stationiert in Gaborone |
| 1979–1981 | John Rufus Clingerman    |                                                                                               |
| 1982–1983 | Keith Lapham Brown       |                                                                                               |
| 1984–1986 | Shirley Levoy Abbott     |                                                                                               |
| 1987–1989 | Robert M. Smalley        |                                                                                               |
| 1989–1991 | Howard Franklin Jeter    | Chargé d’Affaires ad interim                                                                  |
| 1991–1993 | Leonard H. O. Spearman   |                                                                                               |
| 1993–1995 | Karl William Hofmann     | Chargé d’Affaires ad interim                                                                  |
| 1995–1998 | Bismarck Myrick          |                                                                                               |
| 1998–2001 | Katherine Hubay Peterson |                                                                                               |
| 2001–2004 | Robert Geers Loftis      |                                                                                               |
| 2004–2007 | June Carter Perry        |                                                                                               |
| 2007–2010 | Robert B. Nolan          |                                                                                               |
| 2010–2012 | Michele Thoren Bond      |                                                                                               |
| 2012–2014 | Carl Benjamin Fox        |                                                                                               |
| 2014–2017 | Matthew Tracy Harrington |                                                                                               |
| 2018–2022 | Rebecca E. Gonzales      |                                                                                               |
| 2022–     | Maria Brewer             |                                                                                               |